# Deutsche Kinder- und Jugendstiftung
Die Deutsche Kinder- und Jugendstiftung (DKJS) ist eine als gemeinnützig anerkannte GmbH mit Sitz in Berlin, die sich für gute Aufwachsbedingungen und Bildungschancen junger Menschen engagiert. Als operativ tätige Organisation entwickelt sie dafür Programme und setzt sie mit Partnern um. Die DKJS versteht sich als unabhängige, überkonfessionelle und parteipolitisch neutrale Initiative.

## Geschichte
1994 wurde die DKJS auf Initiative der International Youth Foundation und der damaligen Bundestagspräsidentin Rita Süssmuth gegründet und bis Juli 2021 von Heike Kahl als Vorsitzende der Geschäftsführung geleitet. Der Wirkungskreis der DKJS erstreckte sich in den ersten Jahren hauptsächlich auf die neuen Bundesländer. Heute ist die Stiftung bundesweit tätig. Von 2002 bis 2006 übernahm Christina Rau (bis 2006), die Frau des damaligen Bundespräsidenten Johannes Rau gemeinsam mit Lothar Späth (bis 2010), früherer Ministerpräsident von Baden-Württemberg, den Vorsitz. Seitdem haben sich die Ehefrauen bzw. Lebensgefährtinnen der nachfolgenden Bundespräsidenten als Schirmherrinnen für die DKJS engagiert.

## Struktur
Seit 2017 ist Elke Büdenbender, die Frau von Bundespräsident Frank-Walter Steinmeier, die Schirmherrin der Organisation. Die Gesellschafterversammlung unter dem Vorsitz von Annegret Kramp-Karrenbauer (seit 2024) ist verantwortlich für die unternehmerischen und strategischen Entscheidungen der DKJS. Persönlichkeiten aus Politik, Wissenschaft, Wirtschaft, Kultur oder Medien beraten als ehrenamtliche Mitglieder des Stiftungsrates die DKJS und ihre Gesellschafter in Bezug auf die inhaltliche Arbeit. Stiftungsratsvorsitzender ist Matthias Platzeck (seit 2019). Die Geschäftsführung liegt bei Anne Rolvering (Vorsitz) und Frank Hinte.
Durch ein Netzwerk von eigenen Regionalstellen und regionalen Partnern ist die DKJS außerdem in allen Bundesländern vertreten. Seit ihrer Gründung ist sie Teil des internationalen Netzwerkes der International Youth Foundation. und Mitglied im Bundesverband Deutscher Stiftungen.
Die DKJS ist Gründungsmitglied des Initiativkreises „Unternehmergeist in die Schulen“, einem Projekt des Bundesministeriums für Wirtschaft und Energie.

## Finanzierung
Die Programme werden größtenteils über Zuwendungen und aus Kooperationsverträgen finanziert. Die DKJS arbeitet gegenwärtig mit rund 100 Partnern aus Wirtschaft, Verwaltung, Wissenschaft und Zivilgesellschaft zusammen. Außerdem wirbt die DKJS private Spenden. Die Erträge aus dem damit aufgebauten, begrenzten Vermögen sollen der Stiftung langfristig wirtschaftliche und förderpolitische Unabhängigkeit sichern. Eine unabhängige Prüfungsgesellschaft kontrolliert jährlich die Finanzen und Jahresabschlüsse.

## Ziele
Die DKJS versteht sich als „Gemeinschaftsaktion für Jugend und Zukunft“. Ihr Ziel ist es, dafür zu sorgen, dass junge Menschen in Deutschland gut aufwachsen können und eine demokratische Kultur des Miteinanders erleben und erlernen. Sie entwickelt Programme und Projekte, um geeignete Bildungsangebote für Kinder und Jugendliche zu schaffen, mit denen junge Menschen gestärkt und ermutigt werden, ihr Leben selbst in die Hand zu nehmen. Die Organisation sieht es als ihre Aufgabe, strukturelle Veränderungsprozesse anzustoßen: in Kindergärten und Schulen, beim Übergang in den Beruf, in der Familien- oder der lokalen Jugendpolitik. Dafür bringt sie Menschen aus der Bildungspraxis aus Schulen, Kitas oder Jugendarbeit, aus Verwaltung und Politik, aus Wissenschaft und Zivilgesellschaft zusammen und arbeitet mit ihnen an drängenden Herausforderungen im Bildungssystem.

## Prinzipien der Arbeit
Als oberstes Prinzip hat sich die Organisation gesetzt, von den Stärken junger Menschen, nicht von Defiziten auszugehen. Ein grundlegendes Arbeitsprinzip ist auch das Anregen und Moderieren von Kooperationen zwischen Bildungsakteuren und institutionellen Zuständigkeitsbereichen. Alle Programme der Stiftung werden intern oder extern evaluiert.

## Programme
Mit ihren Programmen ist die DKJS momentan in folgenden Handlungsfeldern aktiv:
- Frühe Bildung
- Schulerfolg und Ganztagsschule
- Jugend und Zukunft
- Bildungslandschaften

Aktuelle Schwerpunktthemen sind außerdem:
- Demokratiebildung & Teilhabe
- Schule als Lebens- und Lernort

In Zusammenarbeit mit über 150 Partnern verwirklicht die DKJS bundesweit Projekte und Programme für jährlich über 400.000 Kinder und Jugendliche.